# Низькотемпературний резервуар
Низькотемперату́рний резервуа́р (рос. низкотемпературный резервуар; англ. low-temperature reservoir; нім. Tieftemperaturspeicher m, Tieftemperaturbehälter m) — ємність для зберігання скраплених природних газів, а також сумішей скраплених вуглеводневих газів при температурі, нижчій від температури довкілля і, як правило, нижче — 4°С.
Н.р. розрізняються:
- за конструкцією — металеві, залізобетонні, льодопородні та інші;
- за способом встановлення — надземні, наземні, підземні, заглиблені, шахтові (споруджуються в скельних породах);
- за формою — циліндричні, траншейні, кульові.